# 黄花冷水花
黄花冷水花（学名：[Pilea longicaulis var. flaviflora] 错误：{{Lang}}：文本有斜体标记（帮助））为荨麻科冷水花属下的一个变种。

## 扩展阅读
- 維基物種上的相關：黄花冷水花